# Cao Bằng (Stadt)

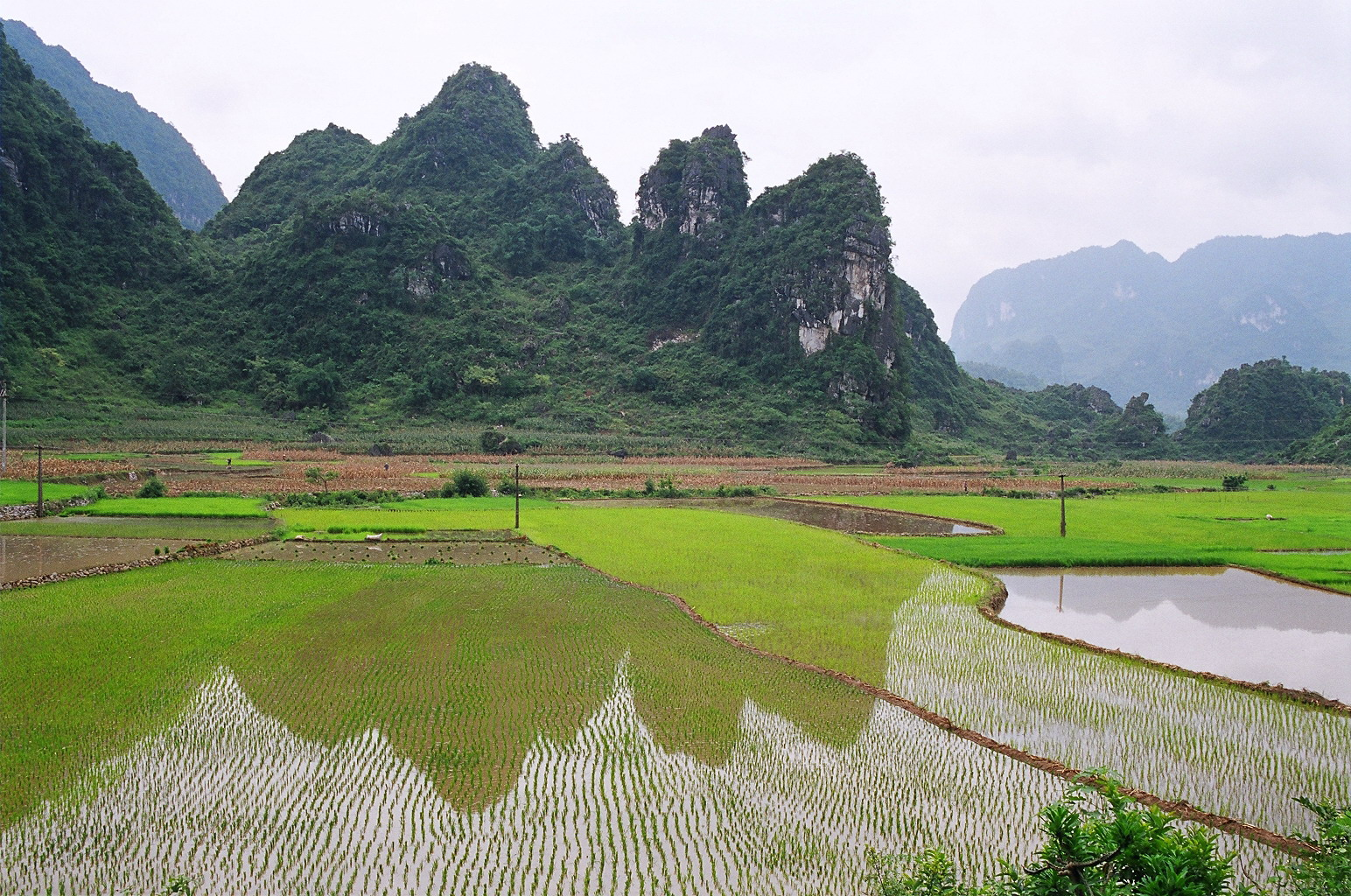
Landschaft vor den Toren Cao Bằngs

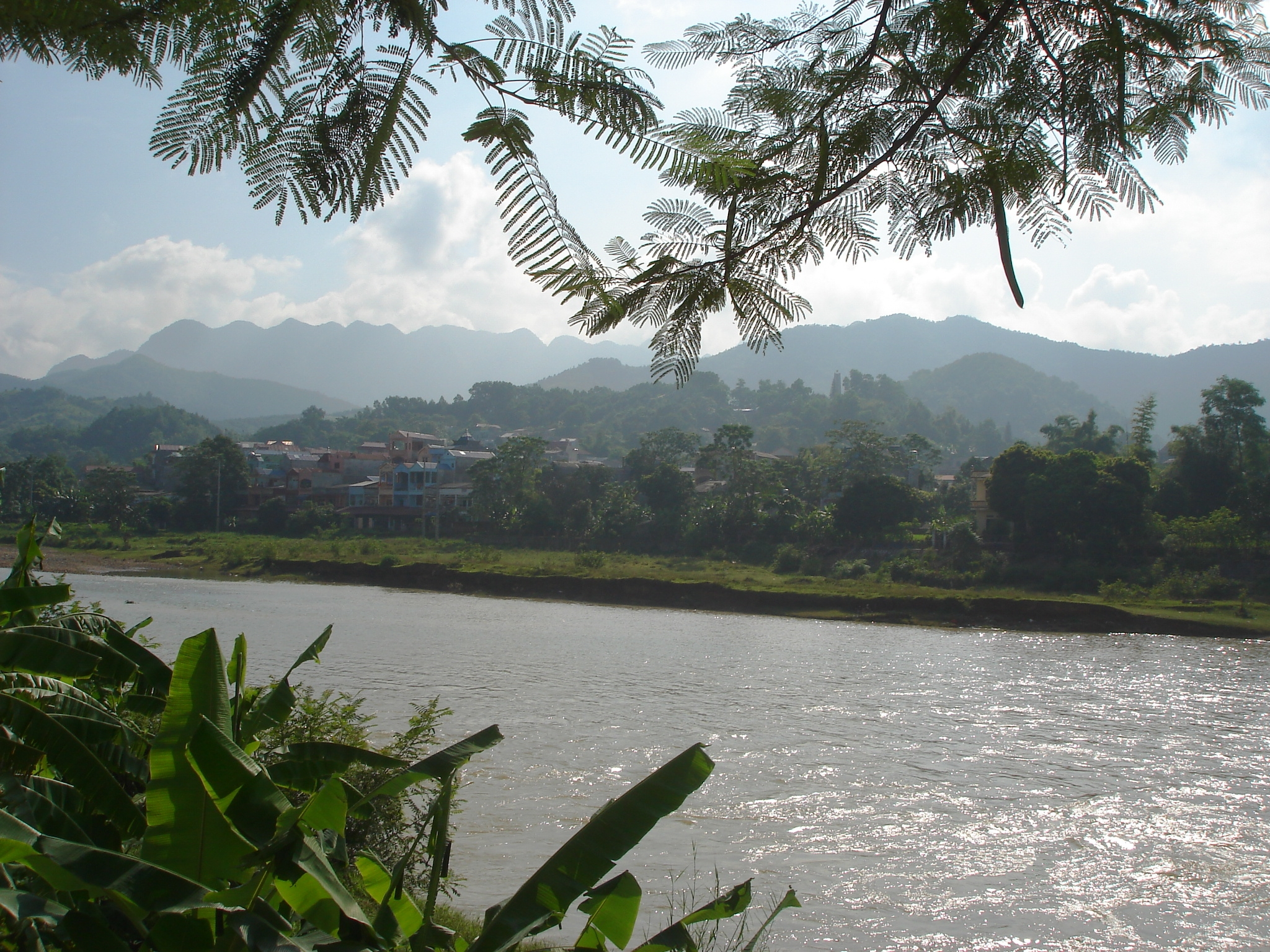
Morgenstimmung in der Provinzhauptstadt Cao Bằng

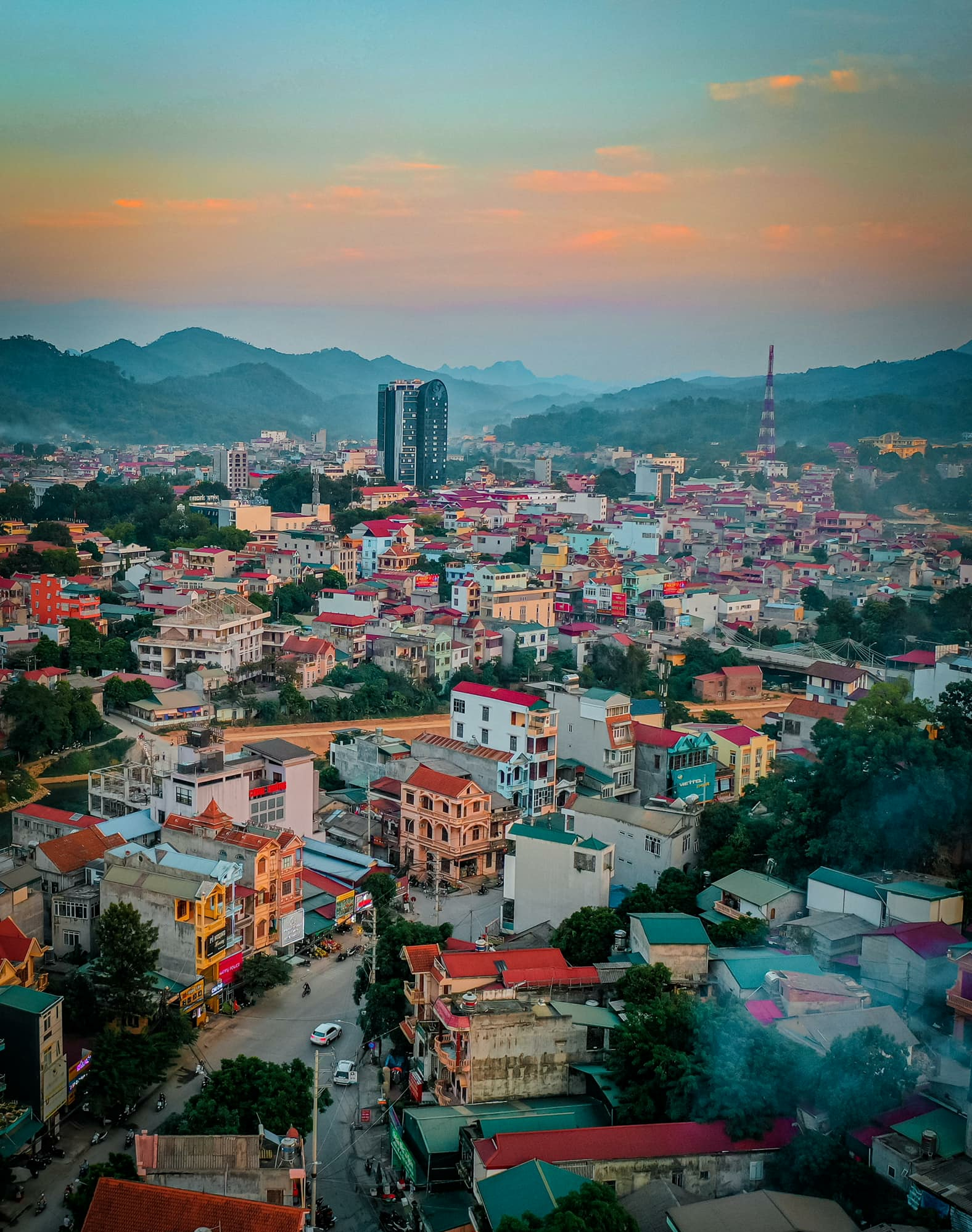
Blick auf die Stadt Cao Bằng

Cao Bằng [kˌaːoː bˈaŋ] ist die Hauptstadt der gleichnamigen Provinz im bergigen Norden Vietnams.
Das auf einer Landzunge am Südwestufer des Bang-Giang-Flusses gelegene wirtschaftliche und administrative Zentrum der Region war zu Zeiten der französischen Kolonialisierung die bedeutendste französische Garnisonsstadt in Tongking (französische Bezeichnung der nördlichsten Territorien Vietnams). Im Anschluss an den vietamesisch-chinesischen Krieg von 1979 versank die Stadt vorübergehend in Bedeutungslosigkeit. Seit den 1990er Jahren revitalisieren sich die Beziehungen zur Volksrepublik China und der Stadt kommt beschleunigter Aufschwung zu. Heute beherbergt Cao Bằng etwa 73.549 Einwohner. Wie in vielen Städten Nordvietnams dominieren große Betonbauten den architektonischen Zeitgeist. Dreh- und Angelpunkt der Stadt sind die lebhaften täglichen Märkte. Die Frischwaren der Händler gelangen mittels voll geladenen Bambusflößen nach Cao Bằng.
In der Stadt nebst Umgebung leben diverse ethnische Minderheiten, vor allem Red Dao, Tày und Nung. Bis heute hat sich deren traditioneller Lebensstil (Trachten) bewahrt.

## Umgebung
Nach mehr als 30-jährigem Exil, betrat Ho Chi Minh im unweit von Cao Bằng gelegenen Grenzort Pac Bo 1941 erstmals wieder vietnamesischen Boden. Dort lebte er vorübergehend in einer Höhle (Coc-Bo-Höhle) und organisierte von dort aus die Anfänge seiner revolutionären Bewegung. Er installierte Kaderschmieden, übersetzte das Manifest der Kommunistischen Partei der UdSSR in die heimische Sprache und instrumentalisierte die revolutionäre Zeitung „Independent Vietnam“ von Pac Bo für seine Ideen. Heute wird Pac Bo gerne von Touristen aufgesucht, die auf den Spuren Ho Chi Minhs wandeln.

## Tourismus
Cao Bằng ist häufig gewählter Ausgangspunkt zu den landschaftlich imposanten, etwa 85 km nordöstlich gelegenen Bản-Giốc-Wasserfällen, die auf vietnamesischem wie chinesischem Terrain liegen.